# Sergio Salvioni

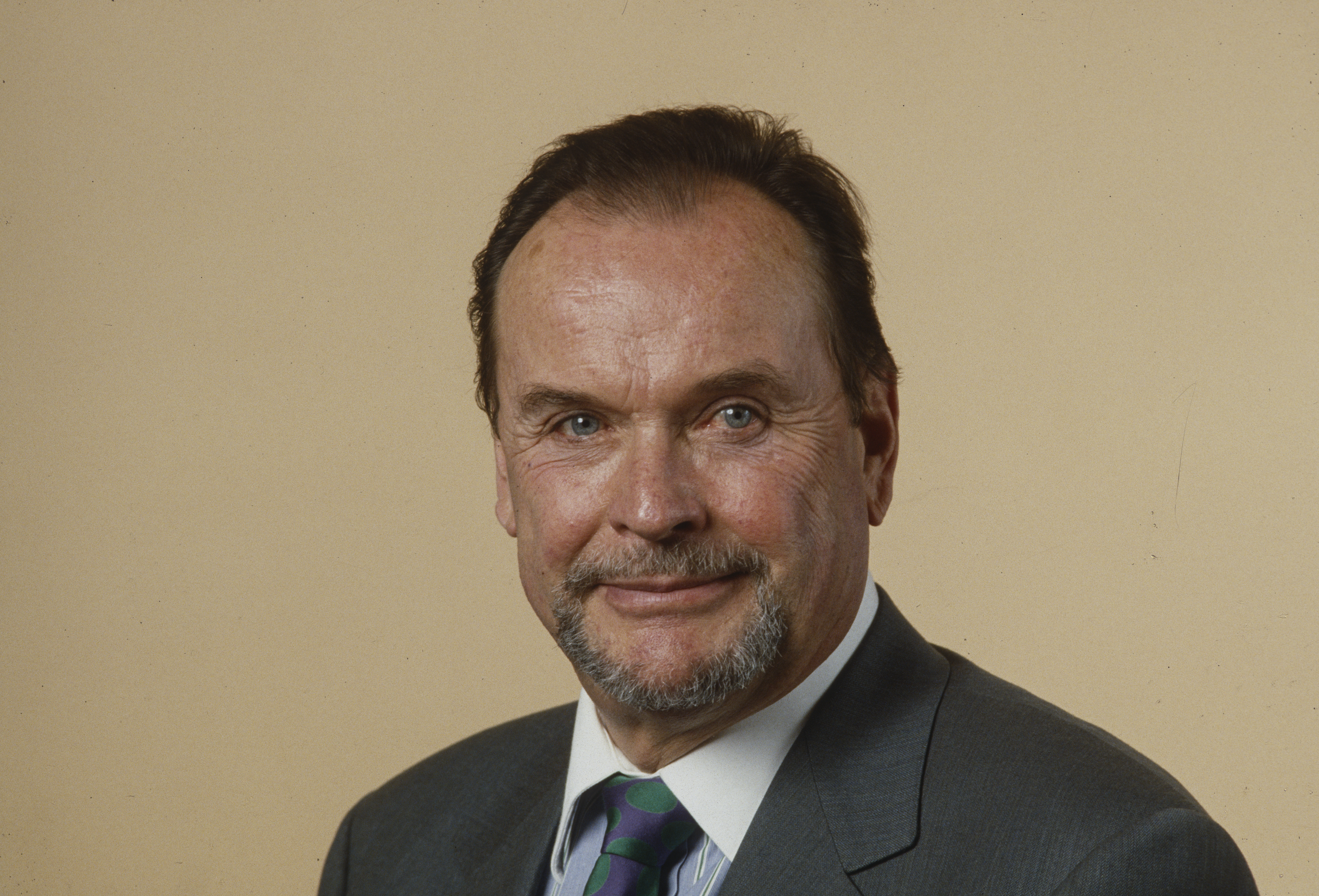
Sergio Salvioni, 1987

Sergio Salvioni (* 18. Juni 1927 in Bellinzona; † 27. August 2017 in Locarno, heimatberechtigt in Lugano) war ein Schweizer Agnostiker, Politiker (FDP), Tessiner Grossrat, Nationalrat und Ständerat.

## Leben
Sergio Salvioni war ein Sohn des Verlegers Arturo und dessen Ehefrau Erminia geborene Antognini. Er heiratete 1961 Monika von Kanitz. Nach der Matura am Kantonslyzeum von Lugano studierte er von 1947 bis 1951 Rechtswissenschaften an den Universitäten Basel und Bern und promovierte 1951. Im Jahr 1953 erwarb er das Anwalts- und Notariatspatent; im Jahre 1962 gründete er die Rechtsanwaltskanzlei Studio Legale e Notarile Salvioni e Salvioni in Locarno.
Als führendes Mitglied des radikalen Flügels der FDP des Tessins war er Mitglied des Tessiner Grossrats von 1971 bis 1987, des Nationalrats von 1983 bis 1991 und des Ständerats von 1991 bis 1995. Er war zunächst Mitglied des Verwaltungsrats der Azienda Elettrica Ticinese von 1986 bis 1989 und dann deren Vorsitzender von 1989 bis 1997. Im Jahr 1986 ernannte ihn die Regierung der Philippinen zu ihrem Rechtsvertreter in der Schweiz, um die vom ehemaligen Präsidenten Ferdinand Marcos bei der Eidgenossenschaft hinterlegten Gelder wiederzuerlangen. Er wohnte in Verscio.